# توتما
توتما (بالروسية: Тотьма) هي إحدى مدن روسيا في الكيان الفدرالي الروسي فولوغدا أوبلاست.

## توأمة
لتوتما اتفاقيات توأمة مع كل من:
- فياليتشكا
- سولكامسك
- سول-إيلتسك
- Nekrasovskoye [الإنجليزية]‏
- سولغالتش
- سولفيتشغودسك
- Bodega Bay, California [الإنجليزية]‏